# Uma Noite na Ópera
Uma Noite na Ópera (em inglês:  A Night at the Opera) é um filme estadunidense de 1935, do gênero comédia, estrelado pelos Irmãos Marx e dirigido por Sam Wood.
Foi o primeiro filme dos Irmãos Marx feito para a Metro-Goldwyn-Mayer após a saída da Paramount Pictures e o primeiro em que Zeppo não atuou.
Em 1993, A Night at the Opera foi selecionado para preservação pela Biblioteca do Congresso dos Estados Unidos.
Eleita pelo American Film Institute como uma das 100 melhores comédias de todos os tempos (12ª posição).

## Sinopse
Esperto agente de negócios e dois amigos malucos tentam ajudar dois cantores de ópera a alcançar o sucesso, humilhando seus esnobes concorrentes.

## Elenco
- Groucho Marx...Otis B. Driftwood
- Harpo Marx...Tomasso
- Chico Marx...Fiorello
- Kitty Carlisle...Rosa Castaldi
- Allan Jones...Ricardo Baroni
- Margaret Dumont...Madame Claypool
- Siegfried Rumann...Herman Gottlieb
- Walter Woolf King...Rodolfo Lassparri
- Robert Emmett O'Connor...Sargento Henderson
- Edward Keane...capitão
- Purnell Pratt...prefeito

## Produção
Por sugestão do produtor Irving Thalberg, o filme marca uma mudança de direção na carreira dos Irmãos Marx. Nos filmes da Paramount, os personagens deles eram muito mais anárquicos: eles atacavam (de forma cômica) qualquer um que por azar cruzasse seu caminho, fossem culpados ou não. Thalberg, contudo, achava que isso tornava os irmãos antipáticos, particularmente para a audiência feminina. Nos filmes da MGM, os irmãos reservam seus ataques aos vilões.
As mudanças de Thalberg se tornaram duradouras quando A Night at Opera foi bem recebido pelo público. Os quadros cômicos fizeram sucesso, com o material novo tendo sido refinado através de apresentações teatrais antes das filmagens começarem.
Contudo, de acordo com Oscar Levant, a primeira versão era um "desastre" e as risadas surgiram apenas quando de uma segunda edição. Thalberg e George S. Kaufman passaram dias na sala de edição, acertando o timing e marcando o ritmo apropriado para uma performance teatral. Nove minutos foram cortados e o resultado agradou.
Em A Night at the Opera, os personagens dos irmãos estão mais estilisticamente refinados. Groucho está mais sensato e menos encrenqueiro. Chico ficou inteligente e Harpo se tornou mais infantil. O filme segue um roteiro mais delineado, com as narrativas tendo começo, meio e fim, ao contrário das produções da Paramount que consistiam em uma sucessão de gags. O final é grandioso como é tradicional nos musicais da MGM.
Como mais marcante, A Night at the Opera estabeleceu uma fórmula que seria usada nos filmes posteriores dos Irmãos Marx pela MGM:
- Cena de abertura com Groucho
- Uma amizade se desenvolve entre o protagonista romântico e Chico
- Chico e Groucho entabulam muitos diálogos cômicos
- Harpo se torna parceiro de Chico
- Cenários grandiosos como fundo para as maluquices dos irmãos
- Diminuição da comicidade
- Recomeço em grande escala onde tudo pode ser reparado [5]

### A ópera
Como o título sugere, o filme inclui adaptações de cenas operísticas reais, especialmente as de Il trovatore, com um dueto de Kitty Carlisle e Allan Jones. O cenário da ópera permitiu a MGM realizar uma grande produção para os números musicais  (a especialidade desse estúdio na época), como na canção Alone, no barco a vapor, e Cosi Cosa com os cozinheiros italianos e os dançarinos.
Kitty Carlisle e Allan Jones, ambos experientes cantores de música clássica, interpretaram com as próprias vozes as canções dos filmes. Walter Woolf King era barítono mas a música para seu personagem em Il trovatore era de um tenor. Sua ária, Di quella pira, foi cantada no New York Metropolitan pelo tenor Tandy MacKenzie.

### Reedições

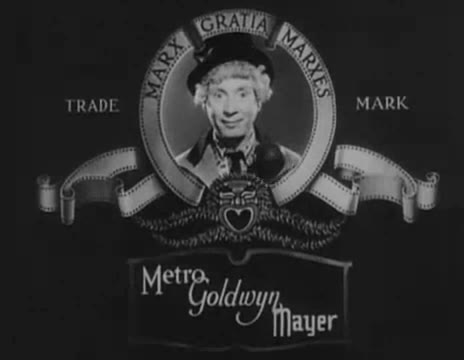
Harpo no lugar do leão da Metro, na abertura

O filme tinha um começo original, com cada um dos irmãos Marx satirizando o rosnado do "Leão da Metro", a abertura tradicional da MGM; Harpo Marx por não falar usava sua busina. Por razões ignoradas, essa abertura foi retirada da versão relançada e atualmente em circulação, embora possa ser vista como trailer do filme.
Os diálogos e cortes pela MGM, segundo comentários de Leonard Maltin em lançamento para DVD,  não exibem o início original do filme (após os letreiros de abertura) com a cena de uma "navio no canal". Um titulo sobreposto a cena dizia: "ITALY - WHERE THEY SING ALL DAY AND GO TO THE OPERA AT NIGHT". (Itália - onde as pessoas cantam todos os dias e vão à opera todas as noites). Seguia-se um número musical com trechos de Pagliacci de Leoncavallo, cantada pelos "italianos". Um varredor de rua cantava parte da introdução ("Un nido di memorie...") e cumprimentou um homem que segurava nas mãos bilhetes para ópera e os dava a um grupo de crianças que saiam de um armazem; os meninos cantavam "la-la-la-la-la, verso un paese strano" (de "Stridono lassù"). Um "capitão" descia degraus, saúdava a sentinela e cantava "Vesti la giubba". Havia uma mudança de cenário nesse ponto e a cena era agora um saguão de hotel, onde um carregador puxava um carrinho e cantava sobre o "nettare divino" (divino néctar). Ele era acompanhado no canto por um garçon e passavam para a sala de jantar, onde serviam a um homem que também entoava algumas notas. O garçon atravessava a sala indo até a Madame Claypool (Margaret Dumont), marcando o início do filme conforme as cópias existentes. Maltin diz que a cena foi cortada durante a Segunda Guerra Mundial para remover as referências à Itália (que se tornara inimiga dos Aliados) e infortunadamente, no principal negativo, o que resulta em que a cena é dada como perdida.
Em 2008, um estudante de cinema do Arquivo Nacional de Cinema Húngaro encontrou uma cópia espandida do filme. Apesar de não haver a abertura musical original, muitos trechos com referências à itália que tinham sido cortados constam dessa cópia. Essa descoberta ainda não pôde ser verificada por estudiosos independentes e a Warner Brothers, proprietária dos direitos autorais, ainda não mencionou a restauração oficial desses trechos.
Na cena onde os três clandestinos se disfarçam de aviadores russos, Driftwood se passa por intérprete e conversa com eles em uma língua estranha. Ele está na verdade falando em inglês; se a fala for ouvida em reverso, percebe-se que ele está a dizer "This man is accusing you of being impostors", etc. (ou "Esse homem os acusa de serem impostores"). A fala foi gravada normalmente mas posteriormente foi dublada, tocada reversa.

## Números musicais
- "Di Quella Pira" (de Il trovatore)
- "Miserere" (de Il trovatore)
- "Alone" (Nacio Herb Brown e Arthur Freed)
- "Santa Lúcia"
- "All I Do Is Dream of You"
- "Cosi-Cosa"
- "Take Me Out to the Ballgame"
- "Anvil Chorus" (de Il trovatore)
- "Stride la vampa" (de Il trovatore)
- "Di quella Pira" (de Il trovatore)
- "Miserere, Ah, Che La Morte" (de Il trovatore)
- "Stridono lassù" (de Pagliacci)